# Psychotria ayangannensis
Psychotria ayangannensis är en måreväxtart som beskrevs av Julian Alfred Steyermark. Psychotria ayangannensis ingår i släktet Psychotria och familjen måreväxter. Inga underarter finns listade i Catalogue of Life.